# Саблин (хутор)
Саблин — хутор в Курском районе Курской области России. Входит в состав Щетинского сельсовета.

## География
Хутор находится в центральной части Курской области, в пределах южной части Среднерусской возвышенности, в лесостепной зоне, при железнодорожной линии Орёл — Белгород, на расстоянии примерно 2 километров (по прямой) к северо-востоку от города Курска, административного центра района и области.

### Улицы
В хуторе улицы Московская, Центральная и Зеленая.

### Климат
Климат характеризуется как умеренно континентальный, с относительно жарким летом и умеренно холодной зимой. Среднегодовая температура воздуха — 5,5 °С. Средняя температура воздуха самого тёплого месяца (июля) — 18,7 °C (абсолютный максимум — 37 °С); самого холодного (января) — −9,3 °C (абсолютный минимум — −35 °С). Безморозный период длится около 152 дней. Среднегодовое количество атмосферных осадков составляет 587 мм, из которых 375 выпадает в период с апреля по октябрь. Снежный покров образуется в первой декаде декабря и держится в среднем 125 дней.

### Часовой пояс
Хутор Саблин, как и вся Курская область, находится в часовой зоне МСК (московское время). Смещение применяемого времени относительно UTC составляет +3:00.

## Население
| 2002 | 2010 |
| ---- | ---- |
| 57   | ↗77  |

### Половой состав
По данным Всероссийской переписи населения 2010 года в половой структуре населения мужчины составляли 49,4 %, женщины — соответственно 50,6 %.

### Национальный состав
Согласно результатам переписи 2002 года, в национальной структуре населения русские составляли 86 %.

## Инфраструктура
Личное подсобное хозяйство. В хуторе 48 домов.

## Транспорт
Саблин находится в 6 км от автодороги федерального значения Р298 (Курск — Воронеж — автомобильная дорога Р22 «Каспий»; часть европейского маршрута E 38), в 1 км от автодороги регионального значения 38К-018 (Курск — Поныри), в 0,2 км от ближайшего ж/д остановочного пункта 4 км (2 км) (линия Курск — 146 км).
В 127 км от аэропорта имени В. Г. Шухова (недалеко от Белгорода).